# Трансформери: Початок
«Трансформери: Початок» (англ. Transformers One) — американський комп'ютерно-анімаційний науково-фантастичний фільм режисера Джоша Кулі та сценаристів Ендрю Баррера та Гебріела Феррарі, заснований на серії іграшок «Трансформери» від компанії Hasbro. Фільм бере за основу переісторію всесвіту Трансформерів до початку фільмів Майкла Бея та розповідає про походження Оптімуса Прайма та Меґатрона, до того як вони стали запеклими ворогами. Фільм вироблений студіями Paramount Animation, Hasbro й Entertainment One і поширюється Paramount Pictures. Прем'єра в Україні відбулася 19 вересня 2024 року.

## Сюжет
У давнину бог-робот Праймус перетворився на планету Кібертрон і створив 13 воїнів Праймів. Прайми загинули у війні з прибульцями квінтесонами, а їхня реліквія, Матриця Лідерства, загубилася. Правитель Кібертрона, Сентинел Прайм, продовжив боротьбу проти квінтесонів та пошуки Матриці Лідерства. Без Матриці жителі Кібертрона стали потерпати від нестачі палива енергону, родовища якого містилися в глибині планети.
У підземному місті Аякон видобувник енергону, Оріон Пакс, проникає в архів, щоб знайти підказки щодо поточного місцезнаходження Матриці. Після того, як його виявила охорона, Оріона переховує його найкращий друг, D-16. Оріон дарує йому наклейку з символом Маґатронуса Прайма, чиїм фанатом є D-16. Їхній колега Джаз потрапляє під обвал тунелю. Поки його рятують, начальницю шахтарів, Еліту-1, звинувачують у інциденті та переводять у службу утилізації відходів.
Сентинел Прайм повертається до Аякона з невтішними новинами: його експедиція була безрезультатною. Але він обіцяє знайти реліквію коли-небудь і щоб підбадьорити роботів, наказує відкласти видобуток енергону та організувати перегони. Бажаючи довести, що вони більше, ніж шахтарі, Оріон і D-16 незаконно беруть участь у перегонах і випадково майже перемагають, але Оріон відмовляється покинути посеред шляху D-16, тому обоє програють. Однак Сентинел звертає на них увагу та дозволяє пройти ремонт у своєму центрі обслуговування. Охоронець Дарквінг, якому не подобаються Оріон і D-16, відправляє обох у плавильню, де вони зустрічають B-127, який через довгу самотність став украй балакучим. Втрьох вони знаходять на звалищі мікросхему з повідомленням від Альфа-Трайона, одного з Праймів, який виявився живий далеко за межами Аякона.
Оріон, D-16 і B-127 вирушають до вказаного місця потягом, випадково прихопивши з собою Еліту. Поверхня Кібертрона постійно трансформується, тому поїзд перевертається. Герої переховуються від корабля квінтесонів і зрештою виявляють вимкненого Альфа-Трайона й братську могилу Праймів у печері. Їм вдається ввімкнути робота, давши йому енергон. Той розповідає, що Сентинел зрадив Праймів і став на бік квінтесонів. Вони дали йому владу в обмін на постачання енергону. Сентинел хотів привласнити Матрицю Лідерства, проте вона зникла, оскільки лише сам Праймус може вручити її найдостойнішому. Герої стають свідками зустрічі Сентинела Прайма з квінтесонами, які вимагають більше енергону. Альфа-Трайон пояснює, що всі роботи створюються з ядром трансформації, але Сентинел видаляє їх. Тому Альфа-Трайон дає команді Оріона ядра загиблих Праймів, що дозволяє їм трансформуватися в різний транспорт, а також чип із доказом зради Сентинела. Однак прибувають солдати Сентинела, тому Альфа-Трайон стримує їх, щоб дати іншим змогу втекти. Солдати схоплюють його і Сентинел Прайм страчує колишнього побратима.
Оріон переймається тим, що D-16 завдяки здобутій можливості трансформації стає дедалі жорстокішим і прагне помститися Сентинелу. На зворотному шляху до Аякона їх захоплює колишня Верховна варта Кібертрона, що в минулому повстала проти Сентинела й веде проти нього партизанську боротьбу. D-16 перемагає їхнього керівника, Старскріма, та бере командування на себе. Чип з доказами ламається під час битви проти військ Сентинела. Оріон і Еліта опиняються під уламками, тоді як D-16, Старскрім і B-127 опиняються в полоні Сентинела Прайма з половиною Верховної варти.
Оріон, підбадьорений Елітою, збирає учасників Верховної варти, що лишилися на свободі. Тим часом Сентинел катує D-16 і обіцяє виставити полонених як зрадників, які працювали на квінтесонів. Оріон приходить на допомогу залучивши шахтарів та очолює повстання. Він викриває злочини Сентинела, використовуючи записи пам'яті начальниці його охорони, Ейрахнід, які транслює по Аякону. Однак D-16 бажає стратити Сентинела, якого Оріон намагається прикрити. D-16, сприйнявши це як зраду найкращого друга, дозволяє Оріону впасти в провалля й добиває Сентинела. Потім D-16 забирає собі ядро Меґатронуса Прайма, яке Сентинел колись привласнив, та називає себе Меґатроном. Бажаючи побудувати новий порядок без «фальшивих проводирів» він береться нищити все довкола.
Помираючий Оріон падає в ядро Кібертрона, де сутності Праймів повідомляють, що Праймус визнав його достойним Матриці Лідерства. Оріон отримує реліквію, відновлюється та стає Оптимусом Праймом. Повернувшись, щоб зупинити знищення Аякона, Оптимус перемагає Меґатрона у двобої. Потім він виганяє його та Верховну варту з міста. Розлючений Меґатрон клянеться помститися Оптимусу. Матриця відновлює потік енергону по планеті та повертає всім кібертронцям ядра трансформації, Оптимус називає своїх послідовників автоботами та застерігає квінтесонів триматися подалі від Кібертрона. Тим часом Меґатрон перейменовує Верховну варту на десептиконів, готуючись розпочати війну проти правління Оптимуса.

## Ролі озвучили
- Кріс Гемсворт — Оріон / Оптимус Прайм
- Браян Тайрі Генрі — D-16 / Меґатрон
- Кіген-Майкл Кі — B-127 / Бамблбі
- Скарлетт Йоганссон — Еліта
- Джон Гемм — Сентинел Прайм
- Лоренс Фішберн — Альфа-Трайон
- Стів Бушемі — Старскрім
- Джеймс Ремар — Зета Прайм
- Айзек С. Сінглтон-молодший[en] — Дарквінг
- Джон Бейлі — Саундвейв

### Український дубляж
Режисер — Павло Скороходько, перекладач — Павло Голов, звукорежисер — Євген Ярошенко, звукорежисер перезапису — Олег Кульчицький, координатор — Ірина Кодьман.
Студія — Le Doyen
- Оріон Пакс / Оптимус Прайм — Дмитро Гаврилов,
- Ді-16 / Мегатрон — Роман Чорний,
- Бі — Роман Молодій,
- Еліта — Наталя Романько,
- Сентинел Прайм — Михайло Кришталь,
- Альфа Трайон — Олег Стальчук,
- Дарквінґ — Тарас Цимбалюк,
- Еірахнід — Олена Світлицька,
- Джаз — Єфим Константиновський,
- Старскрім — Дмитро Завадський,
- Шоквейв — Петро Сова,
- Саундвейв — Петро Крилов.

А також: В'ячеслав Дудко, Аліна Проценко, Едуард Кіхтенко, Єлизавета Кучеренко, Микола Антонов, Вікторія Тишкевич, Олександр Боднар та інші.

## Виробництво
У березні 2015 року, після виходу фільму «Трансформери: Епоха винищення» (2014), компанія Paramount Pictures доручила Аківі Голдсману, майбутньому співавтору сюжету фільму «Трансформери: Останній лицар» (2017), зібрати спільно з режисером кіновенези Спілбергом і продюсером Лоренцо ді Бонавентурою «кімнату сценаристів» з метою створення «Кінематографічного всесвіту Трансформерів». У команду сценаристів увійшло безліч людей, які готові працювати з майбутніми проектами серії. За словами Голдсмана, команда надихатиметься різними творами всесвіту «Трансформерів», створеними Hasbro ; виявивши щось цікаве з їхнього погляду, вони створять малюнок, який надалі розвиватиме вся команда. Наприкінці травня до колективу приєдналися Ендрю Баррер та Гебріел Феррарі. Видання Deadline Hollywood повідомило, що одна з розроблених колективом історій має робочу назву «Трансформери: Один», яка стане анімаційним приквелом, що розповідає про конфлікт між автоботами й десептиконами, що почався на Кібертроні.
У липні 2017 року було оголошено, що ірландська анімаційна студія Boulder Media, дочірня компанія Hasbro, відкрила підрозділ зі створення фільмів для широкого прокату. Hasbro також підтвердила факт розробки анімаційного фільму про трансформери. Після прем'єри фільму «Бамблбі» ді Бонавентура обговорив анімаційний фільм, повідомивши про те, що він «перебуває в роботі» і що проєкт «розповідає про всю кібертронську міфологію», запевнивши, що фанатам франшизи фільм сподобається; режисер «Бамблбі» також висловив свою зацікавленість фільмом. У квітні 2020 року, коли почалася пандемія COVID-19, було оголошено, що Джош Кулі стане режисером і контролюватиме написання Баррером і Феррарі сценарію, а Hasbro, Paramount Animation та Entertainment One будуть продюсувати фільм. Paramount заявила, що фільм буде тривимірним. У грудні 2022 року було оголошено назву мультфільму: «Трансформери: Нове покоління».
У квітні 2023 року Лоренцо ді Бонавентура заявив, що ведуться дискусії щодо того, аби «Трансформери: Початок» стали першою частиною в трилогії фільмів.

## Прем'єра
За словами президента Allspark Pictures (нині не існуючої та об'єднаної з eOne) Грега Мурадіана, спочатку реліз був запланований на 2023. Пізніше було оголошено, що Paramount Pictures випустить фільм у кінопрокат у США 19 липня 2024, але потім його відклали на 13 вересня, перед тим, як перенести на 20 вересня, щоб уникнути конкуренції з «Бітлджюс Бітлджюс».
В Україні фільм вийшов у прокат 19 вересня 2024 року.

## Сприйняття
На агрегаторі рецензій Rotten Tomatoes фільм зібрав 88 % схвальних рецензій критиків з середнім рейтингом 7,3/10. Консенсус вебсайту такий: «Драматично розважаючи з ноткою доброго гумору, „Трансформери: Початок“ припускають, що анімація може бути оптимальним середовищем для цієї часто адаптованої франшизи». На Metacritic середня оцінка склала 63 зі 100, що відповідає «загалом схвальним» рецензіям. Авдиторія, опитана CinemaScore, поставила фільму середню оцінку «А» за шкалою від A+ до F, тоді як опитані на PostTrak дали йому середню оцінку 5/5 зірок, причому 75 % вказали, що однозначно рекомендують його.
Ноель Д. Ліллі на сайті Chicago Reader зазначив, що це перший повнометражний анімаційний фільм про трансформерів з 1986 року. Він демонструє, що вся франшиза найкраще почувається саме в анімації. Темп і сюжет розвиваються досить швидко, щоб утримати увагу дитячої авдиторії, але драма захоплює і старших глядачів також. Це весела та надихаюча пригода, що не досягає тих вершин, що «Людина-павук: Крізь Всесвіт» або «Черепашки-ніндзя: погром мутантів», але це теж упевнений успіх.
Карлос Агуляр у Los Angeles Times дуже схвально відгукнувся про фільм: у порівнянні з іншими спробами зберегти франшизу, «Трансформери: Початок» стали одним із найпозитивніших сюрпризів року. З передумовами майже біблійного виміру, фільм приділяє багато уваги мотивації та прагненням персонажів, якої не вистачає в багатьох голлівудських фільмах. Не беручи до уваги незрозумілу фізіологію трансформерів, вони контрастують із довкіллям, що створює цікавий візуальний стиль. Ця частина франшизи, безумовно, виграє від низьких очікувань, навіюваних її попередницями, але не скасовує заслуги тріо сценаристів (Ендрю Баррер, Габріель Феррарі та Ерік Пірсон), які написали дотепну та місцями гостру історію.
Денис Федорук на ITC.ua описав «Трансформери: Початок» як «яскравий, динамічний, веселий і в міру захопливий мультфільм». Оріон і B-127 тут сильно відрізняються від звичних образів Оптимуса Прайма та Бамблбі, але цікавим видається розвиток конфлікту між двома головними героями, які абсолютно по-різному реагують на обставини. В усякому разі певна легковажність «Трансформерів» куди більше пасує формату анімації, ніж громіздким пафосним фільмам.